# II Безстрашен Траянов легион
II Безстрашен Траянов легион (Legio II Traiana fortis Germanica; Legio secunda Traiana) също и II Германски легион е римски легион.
Сформиран е през 105 г. от император Траян. Разформира се през началото на 5 век. Неговият символ e полубога Херкулес, с когото Траян се сравнява.
Легионът е сформиран през 105 г. заедно с XXX Победоносен Улпиев легион по време на втората Дакийска война (105–106) на император Траян (98–117).
През 106 г. остава вероятно заедно с III Киренайски легион в Дакия и подсигурява младата провинция.
През 114 г. Траян мести легиона в Сирия, откъдето участва в Партската война (114–117). След това подсилва X Железен легион в Юдея и участва там в потушаване на въстания. Вероятно е стациониран в Caparcotna (Kefar 'Otnay) в Галилея. По време на император Адриан части от легиона (вексиларии), заедно с други легиони строят акведукта на Colonia Prima Flavia Augusta Caesariensis при Цезарея Маритима (Caesarea Maritima). През 120 г. легионът строи пътя от Caparcotna през Diocaesarea (Ципори) към Ptolemais (Акра) в Галилея. През 123 г. части от II Траянов легион и III Киренайски легион са изместени на Ефрат.
През 125 г. е изместен в Nikopolis при Александрия в провинция Египет, където остава три години и половина. По време на юдейското въстание на
Симон Бар Кохба част от легиона заедно с XXII Дейотаров легион е изпратен в Юдея за потушаване на въстанието. След връщането на намалялата част на II Траянов легион e единственият легион в Египет.
По време на Партската война на Луций Вер (162–166) части на легионa са вероятно отново военно активни. Вероятно легионът участва и в Маркоманските войни на Марк Аврелий от 166 до 180 г. Части от легиона строят през 170 г. укреплението на далматинския град Салона (Солин) През 185 г. легионът има почетното име Germanica.
През 175 г. легионът помага на въстаналия генерал Авидий Касий. През 193 г. легионът помага отново на един узурпатор, на Песцений Нигер (193–194). Преди решителната битка на двамата узурпатори легионът минава на страната на Септимий Север (193–211) и го „прави“ император.
По времето на Каракала (211–217) легионът участва през 213/214 г. в неговите войни против алеманите. Носи името Legio II Traiana Fortis Antoniniana по времето на Каракала и Елагабал. След Damnatio memoriae на Елагабал не носи името Antoniniana
Една част на легиона участва през 232 г. участва в похода против партите на Александър Север. Някои войници от легина се бунтуват против Север и след потушаването на въстанието са изпратени за наказание на границата с Барбарикум. Легионът обаче получава почетното име Legio II Traiana Fortis Germanica Severiana.
През 260 г. една част от легиона се присъединява към Макриан Младши. Участва в битката при Сердика в Тракия през 261 г., където Макриан и баща му Макриан Старши са убити от генерал Авреол. Легионът се присъединява към Галиен (253–268) и остава в Запада. Галиен изтегля една част от легиона ои Египет и я изпраща в Галия, където с командир Авреол се бие с войските на Постум (260–269), императорът на Галската империя. Авреол действа предателски срещу Галиен и признава Постум. Викторин (269–271) надписва златни монети в чест на II Траянов легион. През 274 г. легионът се връща обратно в Египет. Император Карин (283–285) сече монети в чест на легиона.
По времето на Нумериан (283-284) получава титлата Pia Fidelis.
През 297/298 г. участва в похода на Диоклециан в Африка.
През 395 г. легионът принадлежи към новосъздадената Източна римска империя.
През ранния 5 век (ок. 400 г.) една част от легиона е като гранична войска (лимитанеи) на южната граница на Египет под командването на комита на египетските граници (Comes limitis Aegypti). Друга част е в Apollonos superioris (също Apollonopolis Magna, днес Едфу) под командването на Дукса на Тебаида (Dux Thebaidos).